# Alpenstrolche
Die Alpenstrolche ist eine Musikgruppe, die 2013 von Rüdiger Winter gegründet wurde.

## Bandgeschichte
Die Band rekrutierte sich aus der ehemaligen Band Speedlimit. Aus dieser Band spielten in der neu gegründeten Band Alpenstrolche Rüdiger Winter und Schlagzeuger Sebastian Römer sowie Keyboarder Gerrit Hillebrink. Als viertes Bandmitglied kam Detlef Hahn hinzu. Die Band arbeitete mit einigen Textern und Komponisten zusammen, die ersten Songs wurden bei DSH Records und in eigener Regie bei Georg Wörle produziert. Der von Wörle produzierte Titel Mit dir möcht ich die Berge sehn war ein Erfolg. Hier knüpfte die Band an mit dem Album Das Zillertal ist überall, welches bei Ritt Sound produziert wurde.
Im Jahr 2015 schied Gerrit Hillebrink aus und wurde durch den Gitarristen Jonny King ersetzt, 2017 verließ Detlef Hahn die Band. 2018 wurde Jona Lauer Sängerin der Band. Fernsehauftritte, Radiosendungen und die Teilnahme an Wettbewerben machten die Band über die Grenzen Deutschlands hinaus bekannt. Bei den einschlägigen Hitparaden konnte sich die Band auf ersten Plätzen platzieren. Im Jahr 2021 kam die Sängerin Nenita Rabino, die über viele Jahre mit Rüdiger Winter in der Band SpeedLimit gearbeitet hat hinzu. Mit ihr wurden zwei weitere Singles produziert. Seither ist die Band als Duo, Trio oder Quartett unterwegs.  
Auf die personellen Veränderungen folgten auch Änderungen des musikalischen Stils: alpenländische Musik und volkstümliche Musik auf Deutsch und Englisch. Diese Variante gab es noch nicht auf dem Musikmarkt. Mit Hannes Marold wurden die Titel Lass den Sonnenschein in Herz und Let’s boarisch  produziert, ein Mix aus modernen und volkstümlichen Elementen mit zweisprachigen Texten, Deutsch und Englisch. Mit diesen neuen Songs wechselte die Band zu Tyrolis.

## Diskografie

### Single
- 2015: Ein Abend mit Freunden
- 2015: Mit Dir möchte ich die Berge sehn
- 2019: Lass den Sonnenschein ins Herz
- 2019: Let’s boarisch
- 2021: Mountain Party
- 2022: Du und ich, You and me

### Album
- 2016: Das Zillertal ist überall